# Le Cheval couché
Le Cheval couché est un livre de l'écrivain et poète breton Xavier Grall publié en 1977 chez Hachette en réponse à l'ouvrage de Pierre-Jakez Helias, Le Cheval d'orgueil, paru en 1975. Xavier Grall y critique une vision « passéiste », et « le folklorisme fossilisant » de Pierre-Jakez Helias, qui ne parlerait pas de la Bretagne mais de la « bigoudénie ».
Sur le plateau de Bernard Pivot dans Apostrophes, les deux auteurs ont eu un vif échange au sujet de leur vision respective de la Bretagne.